# HAT-P-33
HAT-P-33 — одиночная звезда в созвездии Близнецов на расстоянии приблизительно 1306 световых лет (около 401 парсек) от Солнца. Видимая звёздная величина звезды — +11,03m. Возраст звезды определён как около 2,4 млрд лет.
Вокруг звезды обращается, как минимум, одна планета.
HAT-P-33 была открыта с помощью орбитальной обсерватории Hipparcos в ходе проекта Tycho. Официальное открытие звезды было совершено 1997 году в рамках публикации каталога Tycho. Наименование звезды в этом каталоге — TYC 2461-988-1. В настоящий момент более распространено наименование HAT-P-33, данное командой исследователей из проекта HATNet.

## Характеристики
HAT-P-33 — жёлто-белая звезда спектрального класса F. Масса — около 1,403 солнечной, радиус — около 1,61 солнечного, светимость — около 4,556 солнечной. Эффективная температура — около 6467 K.

## Планетная система
В 2011 году группой астрономов, работающих в рамках проекта HATNet, было объявлено об открытии планеты HAT-P-33 b. Это раздутый газовый гигант с массой и радиусом, равными 0,763 и 1,83 юпитерианских соответственно. Планета обращается очень близко к родительской звезде — на среднем расстоянии 0,05 а.е., совершая полный оборот за 3,4 суток. Открытие планеты было совершено транзитным методом.